# 奈良県道226号大台河合線
奈良県道226号大台河合線（ならけんどう226ごう おおだいかわいせん）は、奈良県吉野郡上北山村を通る一般県道である。

## 概要
吉野郡上北山村大字小橡から吉野郡上北山村大字河合に至る。
大台ヶ原山から国道169号へ下る道路であるが、実際には起点から小処温泉までは徒歩ですらたどることが困難な、分断県道である。このため、小処温泉と上北山村中心部を結ぶアクセス道路として機能している。2007年（平成19年）1月30日に同村西原の国道169号で大規模な土砂崩れが発生し、通行止めになった際、迂回路として利用された。

### 路線データ
- 起点：吉野郡上北山村大字小橡（奈良県道40号大台ケ原公園川上線交点）
- 終点：吉野郡上北山村大字河合（河合自治会館前交差点、国道169号交点、奈良県道228号東川河合線終点）
- 通行不能区間：吉野郡上北山村大字小橡

## 路線状況

### 重複区間
- 奈良県道228号東川河合線（吉野郡上北山村大字小橡 - 吉野郡上北山村大字河合・河合自治会館前交差点（終点））

### 道路施設

#### 橋梁
- ふれあい橋（北山川、吉野郡上北山村）

## 地理

### 通過する自治体
- 奈良県
  - 吉野郡上北山村

### 交差する道路
| 交差する道路                                   | 交差する場所 | 交差する場所                |
| ---------------------------------------------- | ------------ | --------------------------- |
| 奈良県道40号大台ケ原公園川上線未供用           | 大字小橡     | 起点                        |
| 通行不能区間                                   |              |                             |
| 奈良県道228号東川河合線 重複区間起点           | 大字小橡     |                             |
| 国道169号 奈良県道228号東川河合線 重複区間終点 | 大字河合     | 河合自治会館前交差点 / 終点 |

### 沿線
- 大台ヶ原山
- 小処温泉
- シシンラン群落（国の天然記念物）
- 上北山郵便局
- 上北山村役場